# Franz-Liszt-Museum
Het Franz-Liszt-Museum is een museum in het Beierse Bayreuth. Het is gewijd aan de Hongaarse componist Franz Liszt (1811-1886) die in dit huis is overleden.
Het werd op 22 oktober 1993 geopend, op de 182e geboortedag van de componist. Aan de oprichting van het museum ging in 1988 de aankoop vooraf van de verzameling van de pianist Ernst Burger (1937) uit München. Het betrof rond driehonderd afbeeldingen, afdrukken en handschriften, waaraan vervolgens nog een aantal geleende stukken van de lokale Richard-Wagner-Stiftung werden toegevoegd.
Het museum staat direct naast het Haus Wahnfried waarin zijn dochter Cosima en zijn schoonzoon Richard Wagner woonden. Het waren dan ook familiebanden die hem hier naartoe hebben gebracht. In het museum bevindt zich ook een briefwisseling die hij met zijn schoonzoon had gevoerd. Hoewel hij niet altijd even gelukkig is geweest met de echtgenoot uit het tweede huwelijk van zijn dochter, was hij niettemin vaak in hun huis te vinden voor kamerconcerten.
Vanuit het perspectief van Liszt biedt het een aanvulling op de documentatie over de belangrijkste muzikale periode die er in Bayreuth heeft bestaan. Via een conventionele presentatie op tableaus wordt er chronologisch inzicht gegeven in het leven en werk van Liszt. De documenten zijn digitaal in te zien. De rondgang door het museum wordt begeleid met muziek van Liszt.
Diverse tentoongestelde stukken komen uit zijn privébezit, zoals een vleugel van het merk Ibach, een piano van het merk Stumm, zijn dagboek uit zijn jonge jaren, een dodenmasker en een masker bij leven, een buste van Antonio Galli en een afgietsel van zijn doopsteen.